# Eupithecia attali
Eupithecia attali es una especie de polilla de la familia Geometridae. La especie fue descrita por primera vez por Claude Herbulot habiendo sido descrita en 1993, con distribución en Ecuador. El holotipo de la especie fue descrita en los alrededores de Banos, Tungurahua, a una altitud de 1800 metros (5905,5 pies).